# Медальон (фильм, 2003)
«Медальон» (англ. The Medallion) — фильм 2003 года режиссёра Гордона Чана.

## Сюжет
Гонконгскому полицейскому Эдди Янгу удаётся уцелеть в абсолютно безнадёжной ситуации. Жизнь ему спасает таинственный магический медальон. Это старинное украшение наделяет Эдди невероятной, сверхчеловеческой мощью, превратив в непобедимого воина.
Древний воинский орден пытается завладеть могущественной реликвией, а также старается похитить мальчика, который является «второй половиной» медальона (кто завладеет обеими половинами — получит полное могущество над миром).
Янг вместе со своей напарницей Николь пытается разгадать тайну медальона, а заодно и дать отпор членам ордена.

## В ролях
| Актёр          | Роль                             |
| -------------- | -------------------------------- |
| Джеки Чан      | инспектор Эдди Янг               |
| Ли Эванс       | инспектор Интерпола Артур Уотсон |
| Клэр Форлани   | инспектор Николь Джеймс          |
| Александр Бао  | Джай                             |
| Джулиан Сэндс  | Змееголов                        |
| Йохан Майерс   | Жискар                           |
| Джон Рис-Дэвис | командор Хаммерсток-Смайт        |
| Энтони Вонг    | Лестер Вон                       |
| Кристи Чунг    | Шарлотта Уотсон                  |
| Билли Хилл     | Майлз Уотсон                     |
| Николас Се     | официант                         |
| Эдисон Чэн     | официант                         |
| Скотт Эдкинс   | приспешник Змееголова            |
| Сиу-Мин Лау    | продавец антиквариата            |
| Диана Вэн      | полицейская под прикрытием       |